# Тоб Хупер
Вилард Тоб Хупер (енгл. Willard Tobe Hooper; Остин, 25. јануар 1943 — Лос Анђелес, 26. август 2017) био је амерички режисер, сценариста и продуцент најпознатији по филмовима из хорор жанра. Његово најзначајније остварење је култни хорор класик инспирисан истинитим догађајима, Тексашки масакр моторном тестером, који је постао један од зачетника слешер поджанра. Британски дневни лист Гардијан, прогласио га је за један од најутицајнијих филмова у историји. Хупер се након 12 година вратио да режира наставак Тексашки масакр моторном тестером 2.
Познат је и по сарадњи са Стивеном Спилбергом на филму Полтергајст. Том приликом био је номинован за Награду Сатурн за најбољег режисера. Често је сарађивао са другим режисерима и сценаристима из хорор жанра, па је тако на филму Мртвачке вреће сарађивао са Џоном Карпентером, на ТВ серији Фредијеве ноћне море са Весом Крејвеном, а на Вампирима из Салема и Преси  са Стивеном Кингом. Био је и један од режисера који су радили на серији Отети, на којој је обновио сарадњу са Спилбергом.
Британски филмски институт га је прогласио за једног од најутицајнијих филмотвораца из хорор жанра свих времена.

## Биографија
Хупер је рођен у Остину, Тексас, као син Луиз Бел Крозби и Нормана Вилијама Реја Хупера. Отац му је био власник позоришта у Сан Анџелу. Прво интересовање за режију показао је већ са 9 година. Осим што је рађен по истинитим догађајима, његов филм Тексашки масакр моторном тестером приказује и хиксплоитационе теме повезане са његовим детињством.
Пре почетка редитељске каријере, Хупер је радио као професор на факултету и камерман на документарним филмовима. Његов кратак филм из 1964. Пљачкаши био је предложен за Оскара, али није био завршен на време предвиђено за учешће у такмичењу. 1983. режирао је музички спот за песму Dancing with Myself певача Билија Ајдола.
Током 2010. Хупер је давао интервјуе за три епизоде документарне серије Историја хорора. 2011. Хупер је објавио своју прву књигу под насловом Поноћни филмови. Његов последњи филм, Џин, премијерно је приказан 2013. на филмском фестивалу у Абу Дабију.
Хупер се женио 2 пута и из првог брака има једног сина Вилијама Тонија Хупера. Преминуо је 26. августа 2017. у Лос Анђелесу из природних разлога.
Његов рад утицао је на бројне режисере као што су Хидео Наката, Вес Крејвен (на филму Брда имају очи), Роб Зомби и Александре Ажа. Ридли Скот је једном приликом изјавио и да је његов научнофантастични хорор Осми путник такође инспирисан Тексашким масакром моторном тестером.

## Филмографија
| Година    | Филм                                         | Режија | Сценарио | Продуцент |
| --------- | -------------------------------------------- | ------ | -------- | --------- |
| 1969      | Љуска јајета                                 | Да     | Да       | Не        |
| 1974      | Тексашки масакр моторном тестером            | Да     | Да       | Да        |
| 1976      | Поједени живи                                | Да     | Не       | Не        |
| 1979      | Вампири из Салема                            | Да     | Не       | Не        |
| 1981      | Кућа забаве                                  | Да     | Не       | Не        |
| 1982      | Полтергајст                                  | Да     | Не       | Не        |
| 1986      | Тексашки масакр моторном тестером 2          | Да     | Не       | Не        |
| 1988      | Фредијеве ноћне море                         | Да     | Не       | Не        |
| 1991      | Приче из крипте                              | Да     | Не       | Не        |
| 1993      | Мртвачке вреће                               | Да     | Не       | Не        |
| 1995      | Преса                                        | Да     | Да       | Не        |
| 2000      | Крокодил                                     | Да     | Не       | Не        |
| 2002      | Отети                                        | Да     | Не       | Не        |
| 2003      | Тексашки масакр моторном тестером 5          | Не     | Не       | Да        |
| 2004      | Убиства алатом                               | Да     | Не       | Не        |
| 2005—2006 | Мајстори хорора                              | Да     | Не       | Не        |
| 2006      | Тексашки масакр моторном тестером 6: Почетак | Не     | Не       | Да        |
| 2013      | Џин                                          | Да     | Не       | Не        |